# Stilleit
Stilleit ist ein sehr selten vorkommendes Mineral aus der Mineralklasse der „Sulfide und Sulfosalze“ mit der chemischen Zusammensetzung ZnSe und damit chemisch gesehen Zinkselenid.
Stilleit kristallisiert im kubischen Kristallsystem, konnte bisher jedoch nur in Form mikroskopisch kleiner Einschlüsse in Linneit entdeckt werden. Das Mineral ist im Allgemeinen undurchsichtig (opak) und nur in dünnsten Schichten durchscheinend mit einem metallischen Glanz auf den Oberflächen. In polierten Dünnschliffen unter dem Auflichtmikroskop erscheint Stilleit grau und ähnelt dabei dem Tetraedrit, allerdings ohne die für dieses Mineral typischen olivbraunen oder grünlich-blauen Farbtöne.

## Etymologie und Geschichte

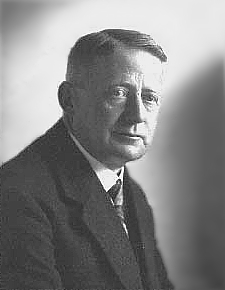
Namensgeber Hans Stille, 1941

Erstmals entdeckt wurde Stilleit in Mineralproben aus der Shinkolobwe-Mine (auch Kasolo Mine), einem Uran- und Cobalt-Bergwerk bei Shinkolobwe in der Provinz Katanga der Demokratischen Republik Kongo. Die Analyse und Erstbeschreibung führte Paul Ramdohr durch, der das Mineral nach dem Deutschen Geologen Hans Stille (1876–1966) benannte. Ramdohr veröffentlichte seine Erstbeschreibung 1956, also im gleichen Jahr, in dem Stille auch seinen 80. Geburtstag feierte, in der Zeitschrift der Deutschen Geologischen Gesellschaft.
Da der Stilleit bereits vor der Gründung der International Mineralogical Association (IMA) bekannt und als eigenständige Mineralart anerkannt war, wurde dies von ihrer Commission on New Minerals, Nomenclature and Classification (CNMNC) übernommen und bezeichnet den Stilleit als sogenanntes „grandfathered“ (G) Mineral. Die seit 2021 ebenfalls von der IMA/CNMNC anerkannte Kurzbezeichnung (auch Mineral-Symbol) von Stilleit lautet „Slw“.
Ein Aufbewahrungsort für das Typmaterial des Minerals ist definiert beziehungsweise nicht dokumentiert.

## Klassifikation
Bereits in der zuletzt 1977 überarbeiteten 8. Auflage der Mineralsystematik nach Strunz gehörte der Stilleit zur Mineralklasse der „Sulfide und Sulfosalze“ und dort zur Abteilung „Sulfide mit M : S = 1 : 1“, wo er gemeinsam mit Coloradoit, Hawleyit, Metacinnabarit, Sphalerit und Tiemannit sowie im Anhang mit Lautit in der „Zinkblende-Reihe“ mit der Systemnummer II/B.01 steht.
In der zuletzt 2018 überarbeiteten Lapis-Systematik nach Stefan Weiß, die formal auf der alten Systematik von Karl Hugo Strunz in der 8. Auflage basiert, erhielt das Mineral die System- und Mineralnummer II/C.01-040. Dies entspricht der Abteilung „Sulfide mit dem Stoffmengenverhältnis Metall : S,Se,Te ≈ 1 : 1“, wo Stilleit zusammen mit Browneit, Coloradoit, Hawleyit, Ishiharait, Metacinnabarit, Polhemusit, Rudashevskyit, Sphalerit und Tiemannit die „Sphaleritgruppe“ mit der Systemnummer II/C.01 bildet.
Auch die von der IMA zuletzt 2009 aktualisierte 9. Auflage der Strunz’schen Mineralsystematik ordnet den Stilleit in die Abteilung „Metallsulfide, M : S = 1 : 1 (und ähnliche)“ ein. Diese ist weiter unterteilt nach den in der Verbindung vorherrschenden Metallen, so dass das Mineral entsprechend seiner Zusammensetzung in der Unterabteilung „mit Zink (Zn), Eisen (Fe), Kupfer (Cu), Silber (Ag) usw.“ zu finden ist, wo es zusammen mit Coloradoit, Hawleyit, Metacinnabarit, Rudashevskyit, Sphalerit und Tiemannit die „Sphaleritgruppe“ mit der Systemnummer 2.CB.05a bildet.
In der vorwiegend im englischen Sprachraum gebräuchlichen Systematik der Minerale nach Dana hat Stilleit die System- und Mineralnummer 02.08.02.02. Das entspricht ebenfalls der Klasse der „Sulfide und Sulfosalze“ und dort der Abteilung „Sulfidminerale“. Hier findet er sich innerhalb der Unterabteilung „Sulfide – einschließlich Seleniden und Telluriden – mit der Zusammensetzung AmBnXp, mit (m+n) : p = 1 : 1“ in der  „Sphaleritgruppe (Isometrisch: F43m)“, in der auch Sphalerit, Metacinnabarit, Tiemannit, Coloradoit, Hawleyit und Rudashevskyit eingeordnet sind.

## Kristallstruktur
Stilleit kristallisiert in der kubischen Raumgruppe F43m (Raumgruppen-Nr. 216) mit dem Gitterparameter a = 5,87 Å sowie vier Formeleinheiten pro Elementarzelle.

## Bildung und Fundorte
Über die Bildungsbedingungen der Selenminerale an der Typlokalität Shinkolobwe-Mine ist bisher nichts genaues bekannt. Die Erzlagerstätte wurde vor allem auf Uran, aber auch auf Cobalt, Kupfer und Nickel abgebaut. Stilleit fand sich hier eng verwachsen mit anderen Selenmineralen als Einschluss in Linneit. Als weitere Begleitminerale traten hier Clausthalit (auch Selenblei), Dolomit, Molybdänit, Pyrit und selenhaltiger Vaesit auf.
In einer weiteren Uranerzlagerstätte, der Santa-Brigida-Mine bei Sañogasta im Departamento Chilecito (Provinz La Rioja) in Argentinien fand sich Stilleit ebenfalls vergesellschaftet mit Clausthalit sowie mit Eukairit (auch Selenkupfersilber), Tiemannit (auch Selenquecksilber) und den Kupferseleniden Klockmannit und Umangit.
Stilleit gehört zu den sehr seltenen Mineralbildungen, das nur in wenigen Proben aus bisher weniger als 10 Vorkommen entdeckt wurde (Stand 2024). Seine Typlokalität Shinkolobwe-Mine ist dabei der bisher einzige bekannte Fundort in der Demokratischen Republik Kongo. In Argentinien fand sich das Mineral außer in der Santa-Brigida-Mine bei Sañogasta noch in der Sierra de Cacho nahe Villa Castelli unb im Bergbaubezirk Los Llantenes (alle Provinz La Rioja).
In Deutschland trat Stilleit nur in der Grube Roter Bär bei Sankt Andreasberg in Niedersachsen und im Bergbaurevier Tilkerode im Landkreis Mansfeld-Südharz in Sachsen-Anhalt zutage.
Des Weiteren konnte Stilleit noch in Mineralproben aus dem Bohrloch M-5-00, die 2007 im Zuge des Stratigraphischen Kernbohrungsprogramms nahe Wellburns Creek in der kanadischen Provinz Manitoba entnommen wurden, sowie in den sogenannten Jordan Areva Resources in der die Lisdan-Siwaga-Störung des Gouvernement Amman in Jordanien gefunden werden.